# اسکالانت (ال آپاگادو)
اسکالانت (به اسپانیایی: Escalante) یک کوه در شیلی است که در شیلی واقع شده‌است. اسکالانت ۵٬۸۱۹ متر بالاتر از سطح دریا واقع شده‌است.